# رومان دوليدز
رومان دوليدز (بالجورجية: რომან დოლიძე؛ مواليد 15 يوليو 1988) هو مُقاتل فنون قتالية مختلطة جورجي.

## وصلات خارجية
- رومان دوليدز على موقع بوكس ريك (الإنجليزية) (registration required)
- رومان دوليدز على موقع يو إف سي (الإنجليزية)
- رومان دوليدز على موقع شيردوغ (الإنجليزية)
- رومان دوليدز على موقع Tapology.com (الإنجليزية)